# Nicolaj Møller-Madsen

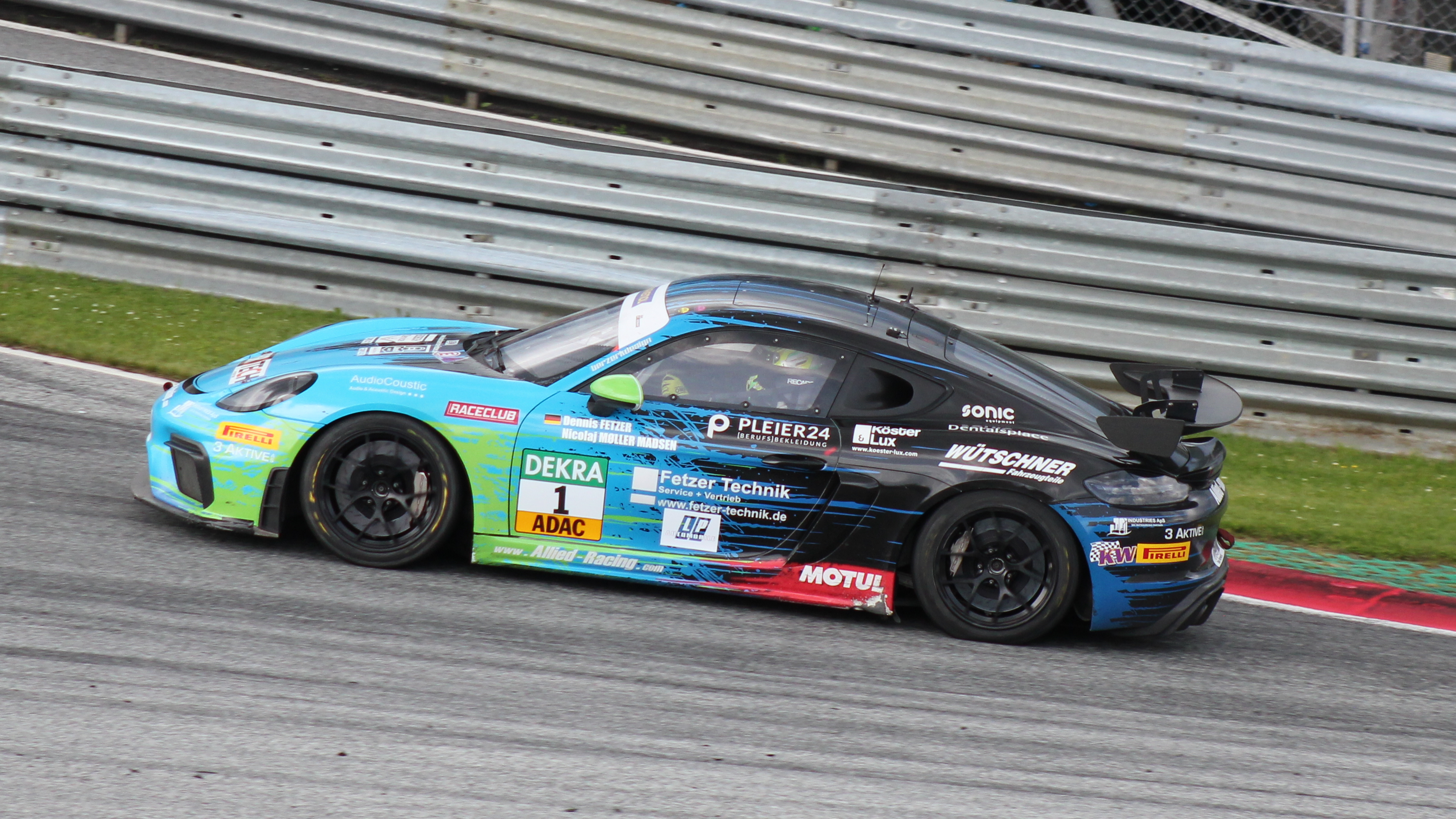
Nicolaj Møller-Madsen beim ADAC-GT4-Germany-Rennen 2021 auf dem Red Bull Ring

Nicolaj Møller-Madsen (* 10. März 1993) ist ein dänischer Automobilrennfahrer.

## Karriere

### Kartsport
Nicolaj Møller-Madsen fuhr zu Beginn seiner Motorsportkarriere von 2005 bis 2013 viele Jahre im Kartsport. Dort startete er in verschiedenen nationalen und internationalen Wettbewerben. Zu seinen größten Kart-Erfolgen gehören 2009 und 2010 der Meistertitel in der Deutschen Kartmeisterschaft, 2009 und 2011 der KF2-Meistertitel im Bridgestone Cup Europe und 2010 in der CIK-FIA Europameisterschaft der Gewinn der KF2-Meisterschaft.

### Markenpokal- und Tourenwagensport
Danach wechselte er in den Markenpokalsport und startete 2013 und 2014 im Volkswagen Scirocco R-Cup. Dort wurde er in seinem letzten Jahr Fünfter in der Gesamtwertung. In der Saison 2015 trat er im Audi Sport TT Cup an und wurde Vizemeister.
In der Dänischen Supertourisme Turbo-Serie fuhr er 2015 und 2017 einige Rennen und belegte 2017 am Ende den 19. Rang.

### GT-Motorsport
In der ADAC GT Masters startete er 2016 für das Team Phoenix Racing zusammen mit Markus Winkelhock in einem Audi R8 LMS GT3 an einem Rennwochenende.
In der Blancpain GT Series trat er mit Phoenix Racing 2016 im Sprint Cup an und wurde Vizemeister in der Silver-Cup-Wertung.
Von 2016 bis 2021 fuhr Møller-Madsen in der Competition102 GT4 European Series bzw. den nachfolgenden GT4 European Series Northern Cup und GT4 European Series. Sein größter Erfolg in dieser Serie war 2018 der Meistertitel im Silver Cup. Im GT4 International Cup startete er 2018 mit einem Audi R8 LMS GT4  für Phoenix Racing und wurde Vizemeister.
In der ADAC GT4 Germany ging er von 2020 bis 2022 an den Start. In seinem ersten Jahr in der Serie gewann er zusammen mit Jan Kasperlik auf einem Porsche 718 Cayman GT4 CS den Meistertitel.
In der VLN Langstreckenmeisterschaft Nürburgring (VLN) bzw. der nachfolgenden Nürburgring Langstrecken-Serie (NLS) startete er von 2016 bis 2019 für Phoenix Racing und ab 2020 bis 2022 für Allied Racing in einigen Rennen. Seine beste Gesamtplatzierung in dieser Serie erreichte er 2020 mit dem 21. Platz in der Gesamtwertung.

### Langstreckenrennen
Møller-Madsen bestritt mehrere Langstreckenrennen in seiner Karriere. Beim 24-Stunden-Rennen auf dem Nürburgring trat er von 2016 bis 2019 und 2021 an. Dort wurde er 2021 mit dem Team Allied Racing auf einem Porsche 718 Cayman GT4 CS Dritter in der SP10-Klasse.
Seinen größten Langstreckenerfolg, den Klassensieg in der GT4-Wertung, erreichte er 2017 beim 12-Stunden-Rennen von Bathurst mit einem Porsche Cayman PRO4 (Typ 981) des Teams PROsport Performance.